# 킴벌리 닉슨 사건
킴벌리 닉슨 사건(Kimberly Nixon Rape Relief case)은 이미 여성화 성전환 수술을 마치고 여성으로 살면서 여성폭력 피해자 단체에서 자원봉사 경험이 있었던 트랜스여성 킴벌리 닉슨이 밴쿠버의 강간 피해자 보호 단체에 지원하려다가 거부된 뒤 차별로 제소한 사건을 말한다.

## 같이 보기
- 여성주의와 성전환